# سیروس امان‌الهی
سیروس امان‌الهی سرتیپ تکاور ارتش جمهوری اسلامی ایران است، که هم‌اکنون به‌عنوان فرمانده قرارگاه منطقه‌ای شمال‌شرق نزاجا فعالیت می‌کند و فرمانده ارشد ارتش در استان‌های خراسان رضوی، خراسان جنوبی، خراسان شمالی، سمنان، گلستان و مازندران است.
امان‌الهی از اوائل دهه ۱۳۹۰ تا سال ۱۳۹۵ جانشین فرمانده تیپ ۶۵ نوهد بود و از ۱۳۹۵ تا ۱۳۹۸ فرماندهی تیپ ۶۵ نوهد را برعهده داشت. وی در فاصله سال‌های ۱۳۹۸ تا ۱۴۰۲ به‌عنوان جانشین فرمانده قرارگاه منطقه‌ای شمال‌غرب نزاجا فعالیت می‌کرد و از شهریور ۱۴۰۲ تا مرداد ۱۴۰۳ فرمانده قرارگاه منطقه‌ای شمال‌غرب نزاجا بود. او در سال ۱۳۹۷ درجه سرتیپ‌دومی و در سال ۱۴۰۳ درجه سرتیپی دریافت کرد.